# Springfield (Tennessee)
Springfield é uma cidade localizada no estado norte-americano de Tennessee, no Condado de Robertson.
Fica a cerca de 40 quilômetros em linha reta e 46 quilômetros de estrada da cidade de Nashville, capital e maior cidade do Tennessee.

## Demografia
Segundo o censo norte-americano de 2000, a sua população era de 14.329 habitantes.
Em 2006, foi estimada uma população de 16.523, um aumento de 2194 (15.3%).

## Geografia
De acordo com o United States Census Bureau tem uma área de
31,6 km², dos quais 31,6 km² cobertos por terra e 0,0 km² cobertos por água.

## Localidades na vizinhança
O diagrama seguinte representa as localidades num raio de 20 km ao redor de Springfield.